# キムパプ

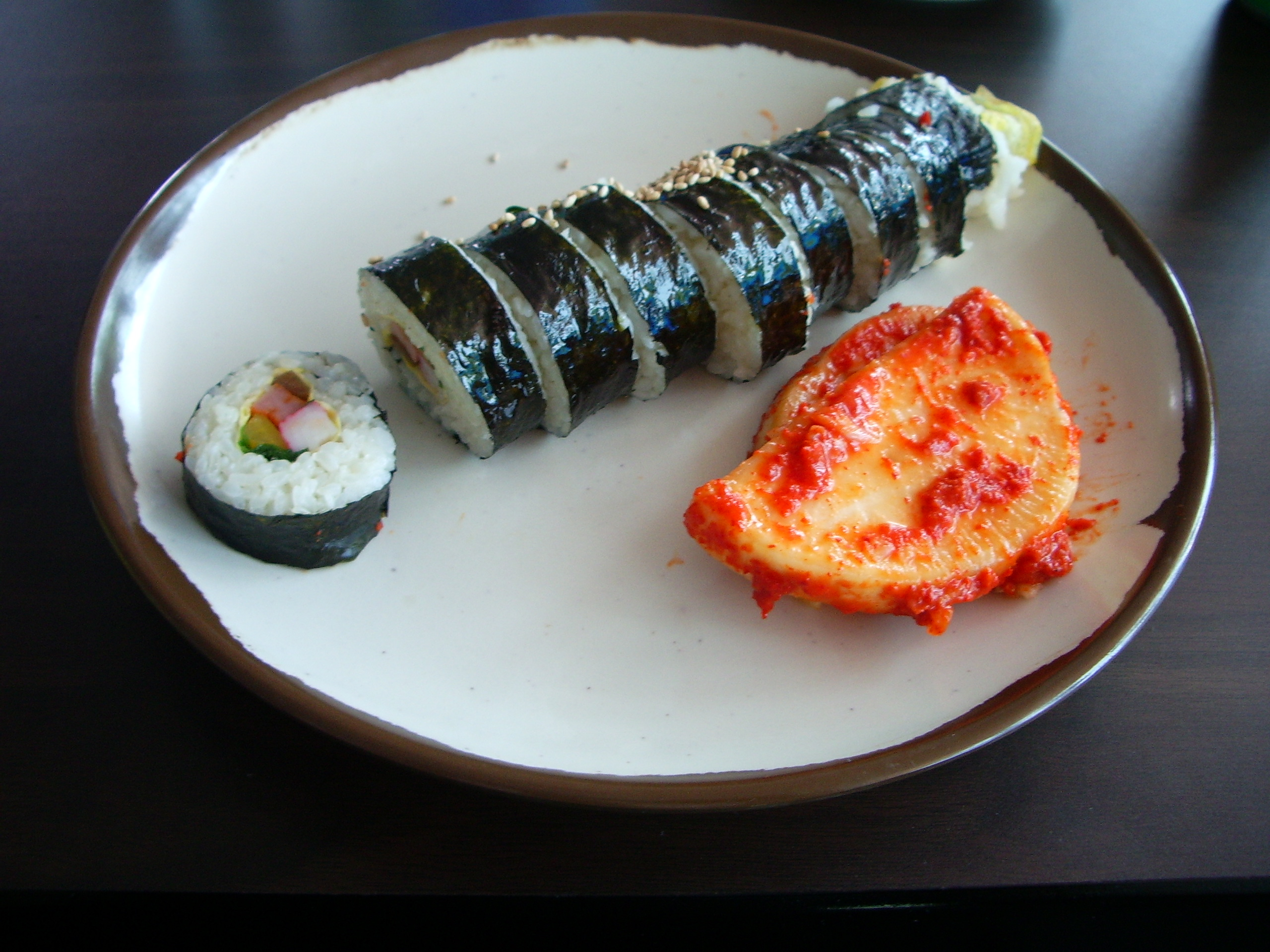
キムパプ

キムパプ（キンパ、キムパ、韓: 김밥）は、海苔で米飯を巻いて作る韓国料理。キムは「海苔」、パプは「ご飯」という意味である。英語圏、とくに米国ではKorean sushiやKorean rollと呼ばれている。
巻き簾を使用する調理法などは、日本の海苔巻きと同じであるが、キムパプには酢飯が使用されず、ごま油が加えられていることが一般的であり、また中に入る具材が日本の海苔巻きに比べて多く、生魚も使用されない等の違いがある。

## キムパプの発音について
国立国語院制定の標準語では長音と平音で「김ː밥（キーンバッ）」のみが正しい発音であったが、2003年の調査によると標準語圏では60歳代以外は短音と濃音の「김빱（キンパッ）」が多数派を占めた。2016年11月に長音と濃音の「김ː빱（キーンパッ）」も標準語の発音である定められた。標準語どおりに発音するのはアナウンサーなど限定的で、大衆に広まっている発音とのズレを問題視する声もある。この節のみ、「キムパプ」ではなく実際の発音に近いカタカナ表記を使用。

## 歴史
発祥の地について、大きく分けて韓国起源説と日本起源説がある。『月刊外食経営』編集長のファン・ヘウォンは、「正確なところは分からない」として、韓国起源説と日本起源説の双方を紹介している。韓国文化体育観光部傘下の国立国語院が編纂した『韓国伝統文化事典』は、「日本の海苔巻きに由来」するとしている。

### 日本起源説
日本起源説に従うと、併合期に伝来した海苔巻きが現地に根付き、酢ではなくごま油を使用、キムチなどを具材とするなど現地化が進んだのが起源である。日本固有の巻き簾を使用する調理法も同じであり、また板海苔は日本の和紙製作技術から派生して生み出されたものである。キムパプの名前は1935年の新聞が初出とされるが、韓国では日本語式に「ノリマキ」と呼ばれていたが、1948年に韓国政府の国語醇化政策により「김밥（キムパプ）」と呼ぶよう指定された。しかし1990年代でも「ノリマキ」の名称で呼ばれていたため、1995年に文化体育部（現・文化体育観光部）が『日本語套用語醇化資料集』、1996年に国立国語院が『日本語套生活用語醇化集』を発行し、生活用語として残っている日本語的語彙のひとつとして「ノリマキ」を挙げ、これを「キムパプ」と置き換えて表記するよう推進し、以降「キムパプ」という呼び名が定着した。

### 韓国起源説
三国時代起源説
俗説では三国時代が起源とされるが誤りで、出典とされる『三國遺事』にあるのは延烏という男が、海の「藻」を採取する描写のみである。「藻」ではなく「海苔」についての最古の記録は15世紀の『慶尚道地理志』および『東国輿地勝覧』である。慶尚道と全羅道で海苔が生産されていたとある。
サム起源説
サム（쌈）とは、味付け調理された肉や具材を、サンチュ（상추）のような葉物野菜で包んで食べる料理で、キムパプとは全く関連はない。海苔（日本品種）や、炊いたジャポニカ米を一般市民が食べる習慣も日韓併合期以降に広まったものである。野菜や海藻で飯を包む縛苫（박점)や福裹（복과、-クァは「包む」）を小正月に供える記述が登場するのは、1819年の『洌陽歲時記』や1849年の『東國歳時記』からである。なお、縛苫を縛占、福裹を福裏と誤記した記事がメディアでも多数見受けられる。
その他、韓国学中央研究院が発刊した『韓国文化大百科事典』では、キムパプは海苔にもち米とおかずを巻いて食す古い伝統に由来するという説を提示している。

### 現代の歴史
1950年代以降、キムパプは次第に変貌していく。1958年3月29日の『東亜日報』に掲載された記事では、酢・砂糖・塩・グルタミン酸ナトリウムをご飯に混ぜるとある。しかしその後はキムパプのレシピから酢は抜け落ち、ごま油と塩で味を付けるようになる。
しかし1990年代まで一般に「ノリマキ」の名称が残ったため、1995年に文化体育部（現・文化体育観光部）が『日本語套用語醇化資料集』、1996年に国立国語院が『日本語套生活用語醇化集』を発行し、生活用語として残っている日本語的語彙のひとつとして「ノリマキ」を挙げ、これを「キムパプ」と置き換えて表記するよう推進し、以降「キムパプ」という呼び名が定着した。

## 製法・食べ方
乾燥した海苔の上に胡麻油などで味を付けたご飯を均一に薄く敷き、その上に細長い形に整えられた具材を載せる。具材は、複数の材料を用いることがほとんどである。具材は沢庵、薄焼き卵、人参、牛蒡、ハム、ほうれん草、胡瓜などが最も一般的である。その他、キムチ、エゴマの葉、牛肉、ツナ、カニかまぼこ、チーズ、チャンジャなどがある。
この他、具なしのキムパプ（後述の忠武キムパプ）や刻んだニンニクのチャンアチ（醤油漬け）のみを米飯に混ぜてから海苔で巻いたキムパプもある。最後にご飯と海苔で具材を巻き込み、海苔の表面にごま油を塗り白胡麻を振って風味付けをする。
できあがったものを輪切りにし、何もつけずにそのまま食するのが一般的であるが、焼いて食べたり、卵液をつけたものを焼いて食べることもある。トッポッキの汁を付けて食べる人も多い。キムチやたくあんなどの漬物およびスープが共に供される場合が多い。

## 種類
具材の種類や料理形態には様々な種類があり、地方や店によるバリエーションも豊富である。1990年代半ばまでは高級化路線が人気を集めたが、IMF経済危機後から昔スタイルの簡素なものが流行し始めた。
一般的なキムパプ
具材を米飯と海苔で円柱状に巻いたもの。中に入る具材により様々な種類と名称がある。一般的なものとしては、キムパプを盛り合わせた「モドゥムキムパプ」、ツナが多めに入った「チャムチキムパプ」、「野菜キムパプ」、「チーズキムパプ」、「キムチキムパプ」などがある。
忠武キムパプ
具の入っていない一口サイズの握り飯に海苔を巻いたものを、イカの甘辛い和え物やカクトゥギと共に食する。慶尚南道の忠武（現・統営市）が発祥の地とされていることから、この名前がついた。独立後、一人の漁師が船の上でキムパプと大根キムチとイイダコの辛い和え物を食べたのがルーツであるという説がある。この時のキムパプは下味のない海苔とご飯を使用するものだった。一度洋上に出ると何日も帰れないので、食べ物が傷まないようにキムパプの具材も最小限に、また下味も付けなかったのだ。
本来のスタイルはおかずに串が刺してあり、「串キンパプ（꼬지김밥）」が通称であったが、1981年に汝矣島で開かれた伝統文化祭「国風81」を担当した全斗煥の側近許文道が、学生時代の思い出の味であった串キンパプを「忠武キンパプ」の名で出展して以降、統営の名産品としてその名が広まった。出展者の女性によると、1947年には統営港で旅客を相手に串キンパプの販売が行われていたという。
コマキムパプ
一口で食べられる、小さなサイズのキムパプ。コマ（꼬마）は朝鮮語で子供の意。
ヌードキムパプ
海苔が苦手な欧米人向けにアメリカで考案された裏巻きのカリフォルニアロールに似せて作られたキムパプ。韓国で近年登場した比較的新しい種類。
三角キムパプ
具材の入った三角形の握り飯に海苔を巻いたもの。日本の三角おむすびが伝来したもの。詳細はおにぎりを参照。

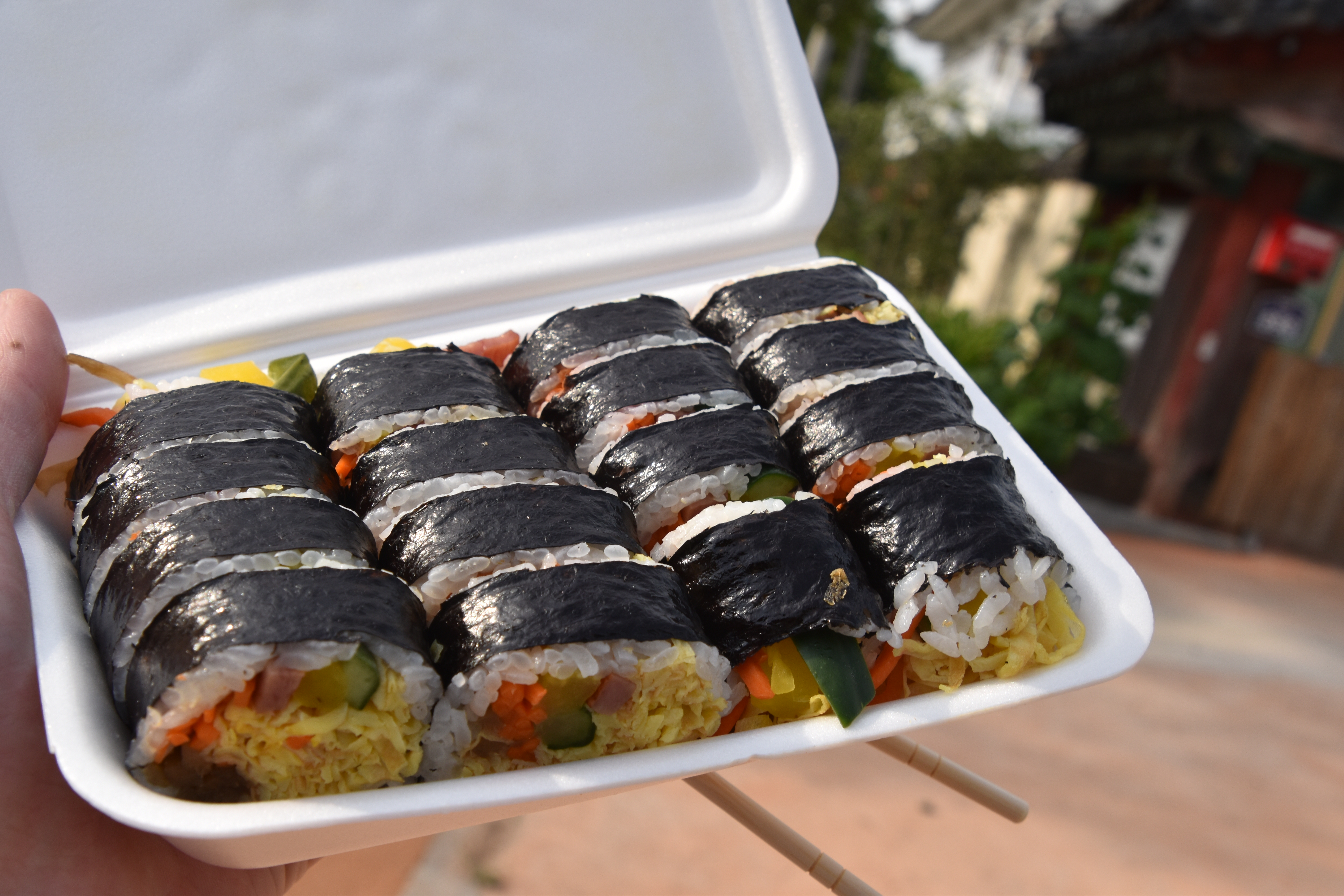
慶州の老舗「校里（キョリ）キムパプ」本店のキムパプ。

慶州市の「キョリキムパプ」は具材の90%を卵焼きが占めており、卵焼きキムパプと呼ばれる。済州島では秋刀魚を丸ごと入れた「サンマキムパプ」を売っている。

## 流通・消費形態

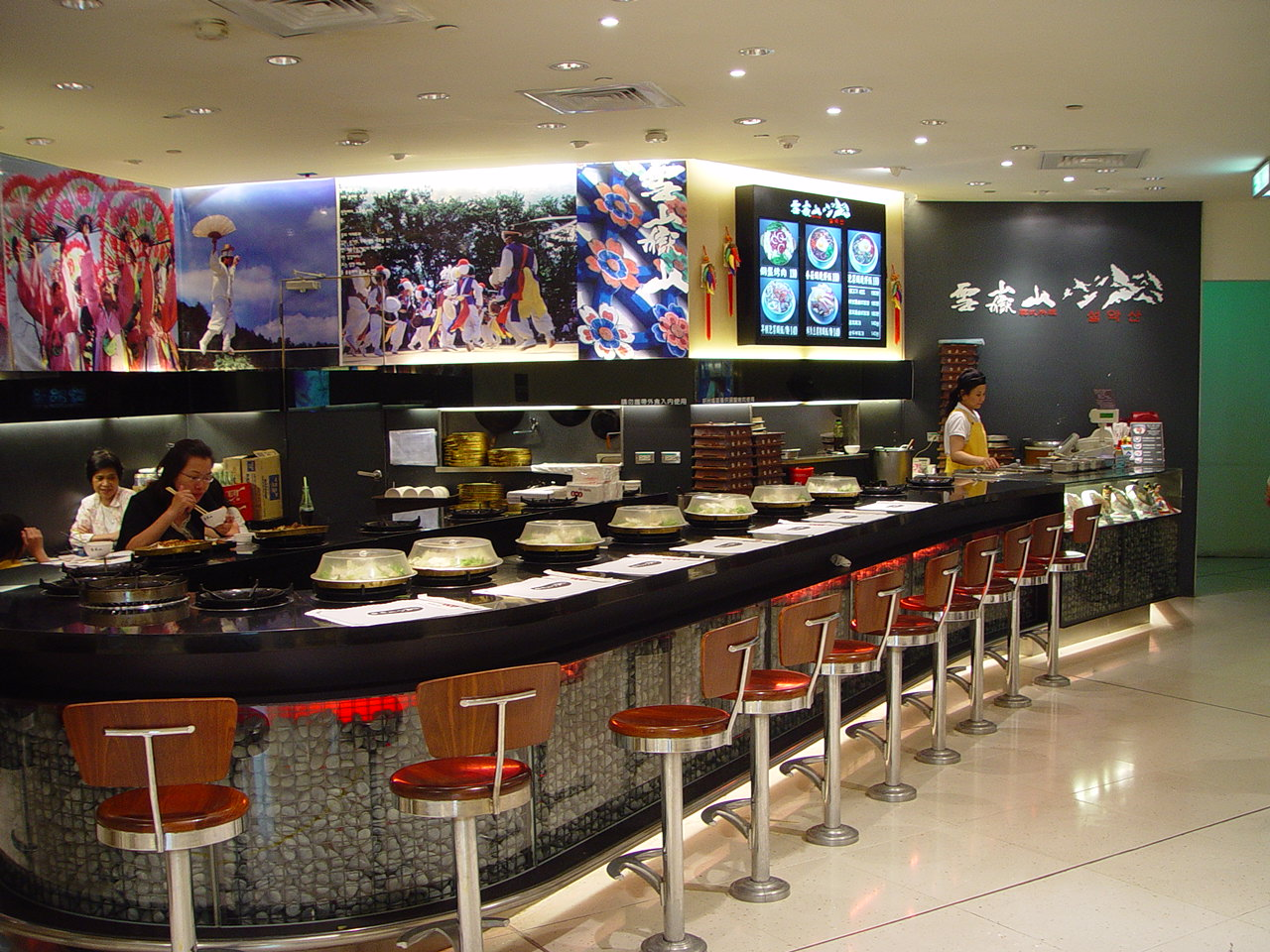
台北のキムパプバー

当初は、白米や海苔は高価だったため富裕層のものだったが、近年はファストフード的なものとして、韓国はじめ世界各国の韓国人コミュニティーで作られたり販売されている。主食にも間食にもなる手軽なメニューとして、韓国内では広く流通し、幅広い層に消費されている。家庭では食卓に乗るメニューとしてより、遠足やハイキングなどの野外活動の弁当のメニューとして作られることが多い。屋台やコンビニエンスストア、高速道路のサービスエリア、登山客向け施設などでもキムパプは販売されている。駅や列車内では、駅弁の定番メニューとなっている。
また、韓国にはキムパプの専門チェーン店が存在する。1995年に仁川で開業したキムパプ天国（김밥천국）はキムパプ市場の大衆化の先鞭をつけた。当時キムパプ天国で販売された「1000ウォンキムパプ」は、安いにもかかわらず具材の量は豊富で、サラリーマンたちの朝食として重宝がられた。これ以降、1000ウォンの低価格で販売する店舗が現れ、競争が激化した。2000年代には50以上のチェーン店が展開され、市場規模は6000億ウォンとされた。大手のチェーン店には、キムガネ（김家네）、鐘路キムパプ（종로김밥）、キムパプ天国（김밥천국）、キムパプナラ（김밥나라）などがある。
韓国以外の国や地域でも、日本のローソンや無印良品で発売され、専門店が各地に増えるなど人気が高まっている。日本はそもそも海苔巻きに親しみがあることや、2020年以降のコロナ禍でテイクアウトが拡大した際、キムパプがテイクアウトしやすい料理であったことなども、流行の理由として挙げられる。
2025年には昨今の韓流ブームや同年にNetflixにて配信公開されたアニメ映画『KPOPガールズ! デーモン・ハンターズ』（ソニー・ピクチャーズ アニメーション制作）の影響でキンパブームが流行し、SNSではキンパを丸ごと1本かぶりつく「キンパチャレンジ」と呼ばれる動画が相次いで投稿された。